# Heliangelus viola
Heliangelus viola là một loài chim trong họ Trochilidae.